# Гай Клавдий Пулхер (консул 177 пр.н.е.)
Вижте пояснителната страница за други личности с името Гай Клавдий Пулхер.
Гай Клавдий Пулхер (на латински: Gaius Claudius Pulcher) e политик на Римската република през 2 век пр.н.е.

## Биография
Син е на Апий Клавдий Пулхер (консул 212 пр.н.е.) и баща на Апий Клавдий Пулхер (консул 143 пр.н.е.).
Той е авгур през 195 пр.н.е., претор през 180 пр.н.е. и през 177 пр.н.е. е избран за консул заедно с Тиберий Семпроний Гракх. През 169 пр.н.е. е избран за цензор с колегата си като консул Тиберий Семпроний Гракх.
През 167 пр.н.е. е пратеник до Македония. Тази година умира.